# Dragon Ball (película de 1990)
Dragon Ball: Ssawora Son Goku, Igyeora Son Goku (드래곤볼 싸워라 손오공 이겨라 손오공, Deuraegon Bor Ssawora Son o gong, Igyeora Son o gong, Dragon Ball: Lucha Son Goku, vence Son Goku), conocida simplemente como Dragon Ball Zero, es una película coreana no oficial, adaptación en imagen real de la serie de manga Dragon Ball, escrita y dibujada por el mangaka japonés Akira Toriyama.
Fue dirigida por Wang Ryong y lanzada el 12 de diciembre de 1990.
La película sigue la historia original de Dragon Ball y lo hace de una forma más cerrada que Dragon Ball: The Magic Begins. Además, adapta los acontecimientos de la saga de Pilaf.

## Sinopsis
El joven guerrero Son Goku emprende una escandalosa búsqueda para adquirir siete esferas mágicas, y en el camino golpea a personas malvadas que quieren robar las esferas para sus propios fines.